# Буланова, Мария Максимовна
Мария Максимовна Буланова (род. 13 октября 1998) — игрок в 10-кегельный боулинг из Москвы, является одним из лучших игроков в Федерации боулинга России. Чемпион России 2013-2015, первый в России индивидуальный и командный золотой призёр в международных молодёжных чемпионатах. Пятнадцатикратный призёр молодежного чемпионата Европы (3 золотые, 6 серебряных и 6 бронзовых медалей). Победитель Кубка европейских чемпионов 2015. Первый российский спортсмен, завоевавший золотую медаль на взрослом международном чемпионате. Она находится в составе команды Альянс (Нижний Новгород), а также является стаффером компании Brunswick.
В сентябре 2013 года Мария Буланова стала самым молодым игроком (14 лет) когда-либо выигрывающим Европейский Боулинг-Тур.
В марте 2016 года за 6 игр она побила рекорд в одиночном разряде на первенстве Европы среди молодёжи со счетом 1470.
В настоящее время изучает информатику в университете Вандербильта в Нэшвилле, штат Теннесси. Представляет команду Vanderbilt Commodores как часть женской команды Вандербильта по боулингу. Всеамериканский спортсмен 2017 года и член национальной сборной новичков 2017 года.

## Личная статистика
- Партий 300: 3
- 3-матчевая серия: 809
- 6-матчевая серия: 1483

## Звания и награды
- Многократный победитель и призер Чемпионатов России и молодёжных кубков 2006-2014 (одиночные, парные, командные, в разных возрастных категориях)
- 13-й Международный юношеский турнир Джефф де Брюгге – третье место (2010)
- Победитель 16-го Международного юношеского турнира JIC Sinjoor (2011)
- Лучший молодой игрок Центрального федерального округа России 2011
- Вице-чемпион Московской области 2011
- Вице-чемпион России 2012 (одиночные, командные)
- Топ-8 среди мастеров европейских молодёжных чемпионатов 2012
- Финалист турнира мастеров на чемпионате мира среди молодёжи 2012
- Четырёхкратный призёр Чемпионата Европы среди молодежи 2013 (1 серебряная и 3 бронзовых медали)[10]
- Вице-чемпион России 2013 (двойки, тройки)
- Победитель RedExpress Russian Open 2013 (12 этап EBT)[4][5][6][11]
- Чемпион России 2013[12][13]
- Чемпион Европейского юношеского чемпионата 2014 среди одиночных[14][15] и командных мероприятий, серебряные медали во всех соревнованиях[2][16]
- Чемпион России на командных чемпионатах России 2014 во всех женских мероприятиях — двойках, тройках, командных и индивидуальных.[17]
- 3 место на 5-м Открытом чемпионате России 2014 (13 этап EBT)[18]
- 3 в квалификации, 6 в финале на Кубке европейских чемпионов 2014
- 4-е место и специальный приз за лучший результат среди женщин (299) в одной игре на 50-м чемпионате мира по боулингу 2014 года[19]
- Чемпион России 2014.[20] Выиграла первую партию 300 в финале Чемпионата
- Победитель 2-го этапа открытого чемпионата в Хургаде[21]
- Четырёхкратный призёр Чемпионата Европы среди молодёжи 2015 (1 серебряная и 3 бронзовых медалей)[22][23]
- Чемпион России на чемпионате России 2015 во всех женских соревнованиях — индивидуальных, парных, трио, командных. Выиграла одиночную партию 300[24]
- Победитель Кубка европейских чемпионов 2015[3]
- 3-е место на 51-м Кубке мира по боулингу 2015[25]
- Чемпион Европейского юношеского чемпионата 2016 года в одиночном разряде, серебро во всех мероприятиях, командных и мастерских соревнованиях.[8][26]
- Установила рекорд ETBF в 6 играх индивидуальных европейских юношеских чемпионатов, набрав 1470 очков[7]
- Вице-чемпион Кубка европейских чемпионов 2016[27]
- Игрок в боулинг месяца лиги игроков Саутленда в декабре 2016[28]
- В сезоне 2016—2017 названа всеамериканский спортсменом и членом национальной сборной новичков[9]